# Amblipigis
Els amblipigis (Amblypygi) són un ordre d'aràcnids, vagament semblants a escorpins sense cua, amb un cos ample i força aplanat d'entre 5 i 40 mm, tot i que internament s'assemblen més a les aranyes. Se'n coneixen unes 170 espècies Es caracteritzen pel fet que el primer parell d'extremitats ambulatòries s'han transformat en apèndixs sensorials, habitualment força llargs; poden arribar a 5 vegades la longitud del mateix animal). No segreguen seda ni cap mena de verí. Els seus hàbits són, en general, nocturns i es troben en regions tropicals i subtropicals

## Morfologia
El cos està deprimit i és de color marronós; mostra dos regions diferenciades, el prosoma i l'opistosoma, que estan separats per una estreta cintura. El prosoma és ample i aplanat, en forma d'escut, amb dos ulls centrals i tres a ambdós costats, pròxims al marge frontal; algunes espècies no tenen ulls. L'opistosoma consta de 12 segments; l'orifici genital s'obre a la segona esternita i està cobert per un gran opercule, sota el qual també desemboca el primer parell d'òrgans respiratoris (fil·lotràquees), mentre que el segon parell s'obre en la tercera esternita.
Els quelícers són similars als dels aranèids, amb un artell final en forma d'ungla, però sense glàndula verinosa i amb un òrgan estridulador en la seva cara interna. Els pedipalps són grans, molt aparents, i proveïts de nombroses espines, que donen a l'animal un aspecte temible; el tars pot plegar-se sobre les espines de la tíbia, cosa que utilitza per a caçar les seves preses i com mecanisme de defensa. El primer parell de potes és extraordinariamente llarg (fins a 30 cm), anteniforme, amb la tíbia i el tars multiarticulats; la seva funció no és locomotora sinó tàctil i quimioreceptora; sempre estan dirigits cap avant i cap als costats i van palpant contínuament el terreny; tenen gran importància en la localització de les preses, ja que els amblipigios cacen de nit. Els altres tres parells de potes són caminadores i també considerablement llargs.

## Ecologia i biologia

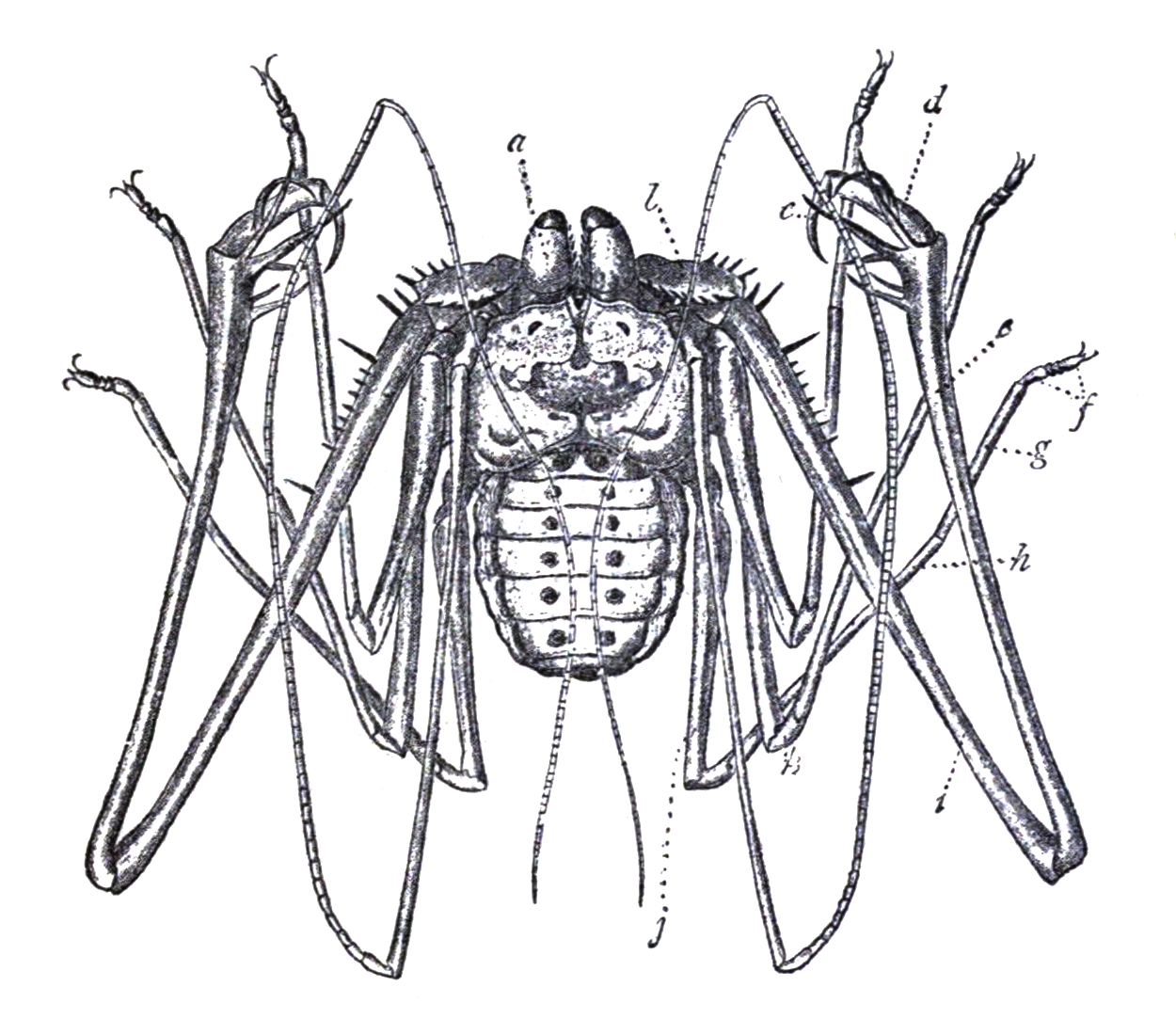
Parts d'un amblipigi, segons Pocock (1900)

La femella transporta la posta (fins a 60 ous) a la part ventral de l'opistosoma. Quan neixen les cries grimpen al dors de l'opistosoma i són transportades per la mare fins a la primera muda, quan es dispersen i fan vida independent.
Els amblipigis són lucífugs i nocturns, refugiant-se durant el dia sota pedres, en forats de les roques o sota l'escorça dels arbres. A la nit passegen a la recerca de preses (escarabts, ortòpters, termites), palpant contínuament l'entorn amb les seves potes sensorials; una vegada localitzada la capturen amb els pedipalps i la perforen amb els quelícers, succionant els seus líquids corporals. Quan se'ls molesta s'inmovilitzen, però poden córrer molt ràpid si se'ls acorrala. Moltes espècies viuen en coves, on es localitzen en les parets i el sostre.
La majoria dels amblipigis són higròfils i poques espècies resisteixen molt de temps en entorns secs; beuen aigua i probablement perceben la presència d'aigua amb algun tipus de seda sensorial.

## Filogènia i sistemàtica
Es coneixen fòssils d'amblipigis des del Carbonífer superior (fa uns 300 milions d'anys).
Tots els estudis recents sobre la filogènia dels aràcnids recolzen el monofiletisme del clade format per Araneae, Amblypygi, Schizomida i Uropygi. Aquest clade s'ha anomenat de diferents modes (Caulogastra, Megoperculata, Arachnidea), tot i que el més emprat és el de Tetrapulmonata, que fa referència a la seva principal característica comuna, la presència de dos parells de filotràquies ("pulmons") (a vegades modificades o reduïdes secundàriament); altres sinapomorfies són la presència d'un estretament (pedícel o cintura) entre prosoma i opistosoma, un estómac succionador post-cerebral, i quelícers amb forma de navalla plegable.
Les relacions dels amblipigis amb els altres tetrapulmonats encara no estan clares. Les anàlisis de dades morfològiques tendeixen a apropar-los als aranèids, en el clade Labellata (cladograma A); les dades moleculars sostenen que els amblipigis estarien més relacionats amb els uropigis i esquizòmids, formant el clade Pedipalpi (cladograma B):
|  | Araneae   |
|  |           |
|  | Amblypygi |
|  |           |

|  | Uropygi    |
|  |            |
|  | Schizomida |
|  |            |

|  | Araneae   |
|  |           |
|  | Amblypygi |
|  |           |

|  | Uropygi    |
|  |            |
|  | Schizomida |
|  |            |

|  | Araneae   |
|  |           |
|  | Amblypygi |
|  |           |

|  | Uropygi    |
|  |            |
|  | Schizomida |
|  |            |

|  | Araneae   |
|  |           |
|  | Amblypygi |
|  |           |

|  | Uropygi    |
|  |            |
|  | Schizomida |
|  |            |

|  | Amblypygi                                              |
|  |                                                        |
|  | \| \| Uropygi \| \| \| \| \| \| Schizomida \| \| \| \| |
|  |                                                        |
|  | Uropygi                                                |
|  |                                                        |
|  | Schizomida                                             |
|  |                                                        |

|  | Uropygi    |
|  |            |
|  | Schizomida |
|  |            |

|  | Amblypygi                                              |
|  |                                                        |
|  | \| \| Uropygi \| \| \| \| \| \| Schizomida \| \| \| \| |
|  |                                                        |
|  | Uropygi                                                |
|  |                                                        |
|  | Schizomida                                             |
|  |                                                        |

|  | Uropygi    |
|  |            |
|  | Schizomida |
|  |            |

|  | Amblypygi                                              |
|  |                                                        |
|  | \| \| Uropygi \| \| \| \| \| \| Schizomida \| \| \| \| |
|  |                                                        |
|  | Uropygi                                                |
|  |                                                        |
|  | Schizomida                                             |
|  |                                                        |

|  | Uropygi    |
|  |            |
|  | Schizomida |
|  |            |

|  | Amblypygi                                              |
|  |                                                        |
|  | \| \| Uropygi \| \| \| \| \| \| Schizomida \| \| \| \| |
|  |                                                        |
|  | Uropygi                                                |
|  |                                                        |
|  | Schizomida                                             |
|  |                                                        |

|  | Uropygi    |
|  |            |
|  | Schizomida |
|  |            |